# Vallée de Ribes

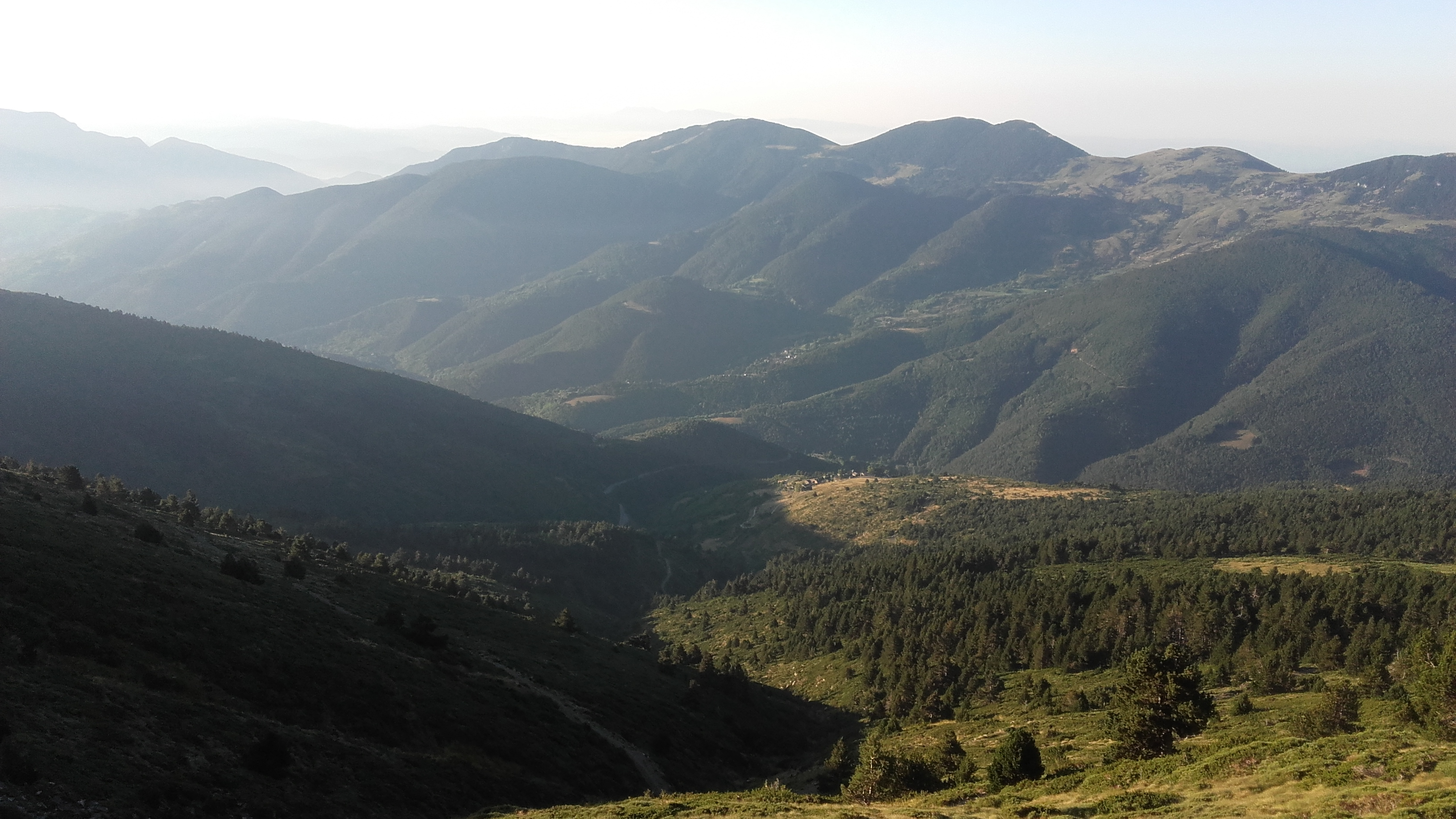
Vue de la vallée de Ribes et de la Serra de Montgrony.

La vallée de Ribes (en catalan : Vall de Ribes) est un pays traditionnel de Catalogne qui couvre le nord-ouest du Ripollès.
Elle comprend Ribes de Freser, Queralbs, Toses, Planoles, Pardines et Campelles ainsi que le sanctuaire de Núria.

## Marquisat du Val de Ribes
Le marquisat du Val de Ribes (en catalan : marquesat de la Vall de Ribes) est un titre concédé en 1834 à Manuel de Llauder i de Camín.